# Tommy Horton (golfer)
Thomas Alfred Horton, MBE (St. Helens (Merseyside), 16 juni 1941 – Jersey, 7 december 2017) was een Engels golfprofessional.

## Loopbaan
Horton was een van de golfers die jarenlang op de Europese PGA Tour speelde zonder op te vallen. In de eerste jaren van de Tour won hij enkele toernooien en in 1976 haalde hij de vijfde plaats op de rangorde. Hij was 25 jaar de headprofessional op de Royal Jersey Golf Club.
Sinds hij op de Europese Senior Tour speelde, verging het hem beter. In 1993, 1996, 1997, 1998 en 1999 was hij nummer 1 op de Order of Merit en won daarmee vijf keer de John Jacobs Trofee. In 1997 won hij zes toernooien, een record dat op de Senior Tour nog niet is overtroffen.
In 2012 werd hem een levenslang lidmaatschap van de Europese Tour gegeven. Tommy Horton overleed in 2017 op 76-jarige leeftijd in een ziekenhuis nadat hij plotseling onwel was geworden tijdens een bijeenkomst op de Royal Jersey Golf Club.

## Gewonnen

### Diverse overwinningen
- 1967: Worthing Am / Pro Trophy (met D. Callanan)
- 1968: R.T.V. International Open
- 1969: Tyneside Festival
- 1970: South African Open, Long John Scotch Whisky Match Play Championship
- 1973: Nigeriaans Open
- 1975: Gambian Open
- 1977: Zambia Open
- 1984: PLM Open (dit toernooi stond van 1986 - 1990 op de agenda van de Europese Tour)
- 1985: Togo Open

### Europese Tour
- 1971: Gallaher Ulster Open (De Europese Tour bestond nog niet, maar de PGA telt dit toernooi toch mee)
- 1972: Piccadilly Medal
- 1974: Penfold Tournament
- 1976: Uniroyal International
- 1978: Dunlop Masters

### European Senior Tour
- 1992: Forte PGA Seniors Championship
- 1993: Shell Scottish Seniors Open, Senior Zurich Pro-Am Lexus Trophy
- 1994: St Pierre Seniors Classic, Belfast Telegraph Irish Senior Masters
- 1995: De Vere Hotels Seniors Classic
- 1996: Castle Royle European Seniors Classic, Stella Senior Open, Northern Electric Seniors, The Players Championship
- 1997: Beko Turkish Seniors Open, AIB Irish Seniors Open, Jersey Seniors Open, Scottish Senior Open, Clubhaus Seniors Classic, Senior Tournament of Champions
- 1998: El Bosque Seniors Open, De Vere Hotels Seniors Classic, The Belfry PGA Seniors Championship
- 1999: Beko Classic, Monte Carlo Invitiational
- 2000: Royal Westmoreland Barbados Open

### Nationaal
- 1995: British Senior Club Professional Championship
- 1996: British Senior Club Professional Championship
- 1997: British Senior Club Professional Championship
- 1998: British Senior Club Professional Championship

## Teams
- Ryder Cup: 1975, 1977
- World Cup: 1976
- Hennessy Cognac Cup: 1974 (winnaars), 76 (winnaars)
- Double Diamond: 1971 (winnaars), 1974 (winnaars), 1975, 1976 (winnaars), 1977
- PGA Cup: 1978 (winnaars, non-playing captain)
- Praia D'El Rey European Cup: 1997, 1998, 1999